# Peleg Coffin
Peleg Coffin Jr. (* 3. November 1756 in Nantucket, Province of Massachusetts Bay; † 6. März 1805 in Boston, Massachusetts) war ein US-amerikanischer Politiker. Zwischen 1793 und 1795 vertrat er den Bundesstaat Massachusetts im US-Repräsentantenhaus.

## Werdegang
Peleg Coffin genoss eine akademische Ausbildung. Später wurde er Präsident der New England Marine Insurance Co. Gleichzeitig begann er eine politische Laufbahn. In den Jahren 1783, 1784 und 1789 war er Abgeordneter im Repräsentantenhaus von Massachusetts; zwischen 1785 und 1802 saß er mehrfach im Staatssenat. Er war ein Anhänger der Bundesregierung unter Präsident George Washington (Pro-Administration-Fraktion).
Bei den Kongresswahlen des Jahres 1792 wurde Coffin im damals neu eingerichteten zehnten Wahlbezirk von Massachusetts in das damals noch in Philadelphia tagende US-Repräsentantenhaus gewählt, wo er am 4. März 1793 sein neues Mandat antrat. Bis zum 3. März 1795 konnte er eine Legislaturperiode im Kongress absolvieren. Von 1797 bis 1802 war Coffin State Treasurer von Massachusetts. Er starb am 6. März 1805 in Boston.